# Kasteel van Vlamertinge

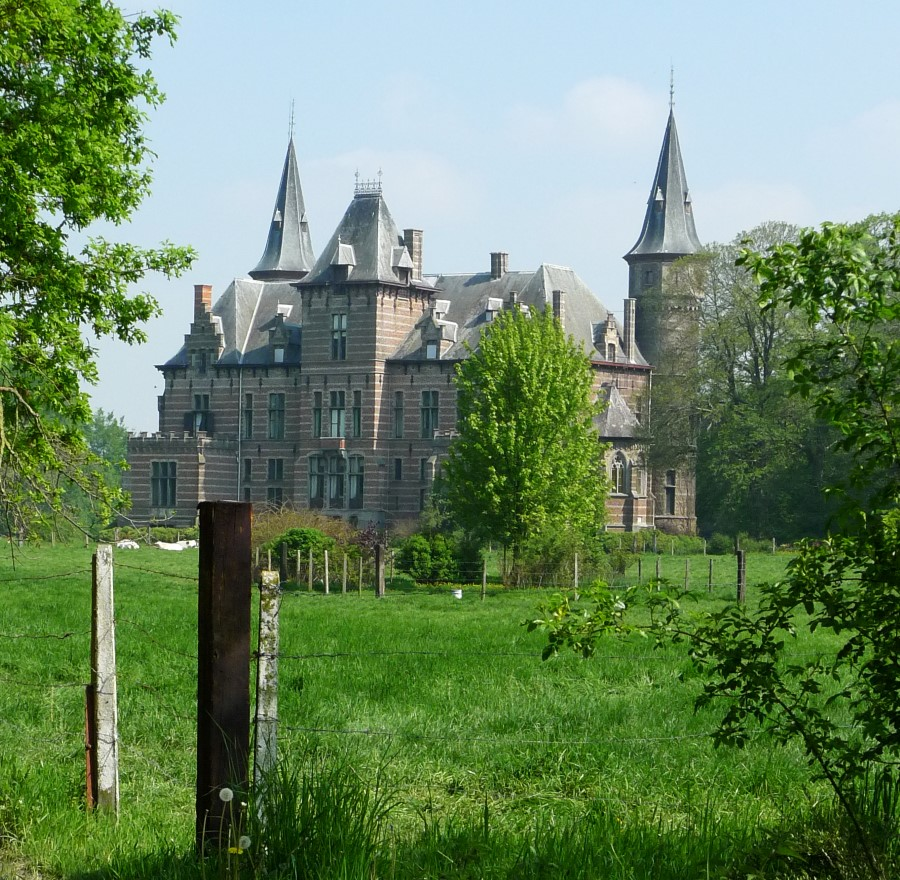

Het kasteel du Parc of kasteel van Vlamertinge is een 19e-eeuws kasteel in het West-Vlaamse Vlamertinge, deelgemeente van Ieper.
Het ten westen van de Kemmelbeek gelegen kasteel werd gebouwd van 1857 tot 1858 in opdracht van Pierre-Gustave du Parc (die in 1888 burggraaf zou worden), naar plannen van architect Joseph Schadde. Het kasteel is opgetrokken in neo-Vlaamse-renaissancestijl en heeft een vrij symmetrische bouw.
Tijdens de Eerste Wereldoorlog werd het kasteel beschadigd door oorlogshandelingen; in 1920 volgde een restauratie.